# Batalla de Barbastro
La batalla de Barbastro se libró el 2 de junio de 1837 entre las tropas de la Expedición Real del pretendiente Carlos María Isidro de Borbón y tropas isabelinas bajo el mando del general Marcelino Oráa. La batalla tuvo lugar durante la primera guerra carlista y resultó en la derrota del ejército isabelino.

## Antecedentes
La Expedición Real, con el pretendiente Carlos al frente, había salido de Estella el 15 de mayo de 1837. El 24 de mayo había ocupado Huesca, derrotando allí a los isabelinos del ejército de Navarra en la batalla de Huesca. El propio jefe del ejército de Navarra, Manuel Iribarren, y el jefe de su caballería, Diego de León y Navarrete, murieron: el uno de una herida que recibió en la batalla y el otro en la batalla misma. El derrotado ejército isabelino se retiró en dirección a Almudevar y los carlistas, después de pasar unos días en Huesca para recuperarse y abastecerse, salieron el 27 de mayo camino de Barbastro para continuar su expedición y reunirse con las fuerzas carlistas en Cataluña.
La expedición llegó a Barbastro la misma noche del 27 de mayo, después de que las autoridades y milicias isabelinas evacuaran la ciudad. Don Carlos fue recibido por una junta de simpatizantes carlistas, mostrando los barbastrenses más entusiasmo en su recibimiento que el exhibido por los oscenses. El día siguiente se celebró un Te Deum en la catedral de la ciudad.
Las fuerzas del fallecido Iribarren, ahora bajo el mando de brigadier Conrad, se unieron a las fuerzas del mariscal de campo Buerens provenientes de Zaragoza y juntos salieron de Almudevar también en dirección a Barbastro, instalándose en Berbegal a la espera de refuerzos. El general Oráa, que se encontraba en Teruel al mando del Ejército del Centro, recibió noticia del gobierno de la salida de la expedición el mismo día en que se luchó en Huesca. Oráa decidió partir hacia Caspe con las fuerzas a su disposición, para desde allí marchar a Mequinenza y Monzón e intentar bloquear tanto la entrada de la expedición carlista en Cataluña como su avance sobre el Ebro y Zaragoza. Al recibir noticia de la derrota en Huesca y de la aproximación de las fuerzas de Conrad y Buerens, Oráa decidió cruzar el Cinca y unirse a ellas, llegando a Berbegal el 31 y asumiendo allí el mando de todas las tropas isabelinas.

## Las fuerzas enfrentadas
Oráa contaba con las tropas del Ejército del Norte provenientes de Navarra que se habían enfrentado con la expedición en Huesca, y unidades adicionales del Ejército del Norte y del Centro. La división de Navarra, ahora mandada por Joseph Conrad, constaba de: la primera brigada, mandada por Antonio Van Halen, con dos batallones del 2.º regimiento de Granaderos de la Guardia Real, el 2.º batallón del regimiento de infantería «África», 7.º de línea; la segunda brigada, con el 1.er batallón del 6.º regimiento ligero, el batallón provincial de Ávila y dos batallones de legionarios de la División Auxiliar Francesa, estos últimos muy disminuidos. La división de Navarra también incluía una batería de la División Auxiliar Francesa con cuatro obuses de montaña. A las tropas procedentes de Navarra se les había unido la tercera división del Ejército del Norte, bajo el mando del mariscal de campo José Clemente Buerens y compuesta de: la primera brigada, con el 1.er y 2.º batallones del 3.er regimiento de línea «Príncipe» y el batallón de Guías del General, y la segunda brigada, con el 1.er batallón del 18.º de línea «Almansa» y el 1.er y 2.º batallones del 10.º de línea. La brigada de vanguardia, mandada por el brigadier Carlos Villapadierna, contaba con los terceros batallones del 4.º y 5.º de línea, un batallón del 1.º del Rey y otro del 2.º de fusileros de Aragón, y tres escuadrones, uno del 4.º ligero, otro del 6.º, y el de francos de Aragón. El resto de la caballería isabelina se formó en una división mandada por el brigadier Diego de León (tío del de mismo nombre muerto en la batalla de Huesca, también allí al mando de la caballería). Esta división incluía: un escuadrón de granaderos, otro de coraceros y dos de lanceros de la Guardia Real, un escuadrón del 5.º regimiento de línea y otro del 1.º ligero, tres escuadrones del regimiento de Husares de la Princesa (del que Diego de León era coronel) y los restos de los dos escuadrones de lanceros polacos de la División Auxiliar Francesa. Los isabelinos contaban con otras dos baterías de artillería, con cuatro piezas de campaña cada una. En total Oráa tenía a su mando unos 12 500 infantes y 1200 caballos.
A las fuerzas carlistas de la Expedición Real se habían sumado en el Alto Aragón más escuadrones. En Barbastro, la infantería de la expedición se organizó en cuatro divisiones: la primera con el 9.º, 10.º y 12.º batallones navarros y el de Guías; la segunda con el 3.er, 4.º y 5.º batallones alaveses y otro de Guías; la tercera con el batallón argelino (de desertores de la Legión auxiliar francesa), el 1.er y 2.º batallones aragoneses, y el batallón llamado de granaderos de la Guardia Real; y la cuarta con los batallones 1.º, 2.º, 3.º y 4.º de Castilla. La caballería carlista incluía ahora 14 escuadrones. En total la expedición contaba con unos 13 000 hombres y 1200 caballos.

## La batalla

Mapa de situación de la batalla de Barbastro basado en la descripción y el mapa en "Campañas del general Oráa".

El general Oráa todavía no sabía si los carlistas iban a intentar bajar al Ebro para amenazar Zaragoza, o iban a cruzar el Cinca para pasar a Cataluña. El gobierno había ordenado al capitán general de Cataluña, Ramón de Meer y Kindelán, que mandara una fuerza a la orilla izquierda del Cinca para bloquear el paso de la expedición. Oráa también mandó la destrucción de las barcas que se usaban para cruzar el río en el área de Barbastro, y había destacado fuerzas locales para vigilar el área al norte de la ciudad, y así evitar que la expedición intentara cruzar allí el río. El resto de las fuerzas de Oráa, desplegadas entre Berbegal y Castejón, vigilaban la ruta a Zaragoza, pero estaban demasiado lejos de Barbastro como para impedir que la expedición pasara a Cataluña. Es por esto por lo que Oráa decidió aproximarse más a Barbastro, y así poder responder más rápidamente a cualquier movimiento carlista.
Al amanecer del 2 de junio, las tropas isabelinas comenzaron su aproximación a Barbastro, reuniéndose en la confluencia de los caminos de Berbegal y Fornillos. Allí se dividieron en tres columnas, la de la derecha con cuatro batallones y tres escuadrones del Ejército del Centro; la de la izquierda con la división de Navarra, una batería y seis escuadrones; y la del centro con la 3.ª división del Norte, otra batería y cinco escuadrones. Las columnas estaban encabezadas por los cazadores de los batallones de infantería, desplegados en parte en guerrilla, escoltados en la izquierda y el centro por sendos escuadrones. Les seguía una brigada de infantería y, unos 300 metros detrás, la artillería, la caballería y el resto de la infantería. El ejército isabelino avanzó por el ondulado terreno hasta avistar la ciudad.
Las vanguardias de las tres columnas tenían la orden de ocupar las alturas inmediatamente al sur de la ciudad. Oráa observó que tropas y bagajes carlistas salían de la ciudad en dirección a Graus y que los carlistas evacuaban sus posiciones en el Pueyo, tras lo que instruyó a Conrad a que mandara un batallón a ocupar el cerro. Tras verificar el avance de la columna de la izquierda, Oráa pasó a reconocer el centro del despliegue, descubriendo que las alturas que se le habían asignado estaban ocupadas por el enemigo. Este empezó a disparar en contra de la brigada isabelina, haciéndola huir. Los carlistas se lanzaron en persecución y Oráa ordenó el avance de la reserva y el ataque de la caballería. Las cargas de la caballería, liderada por Diego de León, permitieron rechazar el avance carlista, volviendo estos a su punto de partida. Cargas a la bayoneta por el «Princesa» y el «Alamansa» no lograron desalojar al enemigo de sus posiciones.
En la izquierda, la brigada de Van Halen había ocupado la loma que se le había asignado, quedando por delante del resto de la línea isabelina. El enemigo atacó entonces con seis batallones y un escuadrón, forzando a Conrad a empeñar su reserva para impedir resultar separado del resto. Oráa, viendo que no todos los objetivos iniciales se habían alcanzado, a pesar de ya haber empeñado sus reservas, decidió no continuar la batalla y ordenó una retirada general. Conrad mandó que la brigada de Van Halen simulara un ataque, para hacer retroceder al enemigo y así poder retirarse de manera más segura. También envió a sus legionarios para proteger la retirada, haciendo que ocuparan un olivar donde toparon con sus antiguos camaradas del batallón argelino. Tras reconocerse y saludarse mutuamente, las dos partes se enfrascaron en una lucha encarnizada. Los legionarios isabelinos perdieron los nervios y empezaron a huir. Los esfuerzos de los comandantes legionarios para detener a sus hombres fueron inútiles, y el mismo Conrad fue muerto por una bala enemiga mientras conminaba a los legionarios a permanecer a su lado. El regimiento de la Guardia, como ya había hecho en Huesca, conservó su calma, protegiendo la retirada del resto de la división.
Las fuerzas isabelinas habían consumido casi toda su munición y carecían de agua y alimentos, con lo que Oráa decidió que lo más razonable era retroceder y volver a acuartelar las tropas en los lugares que habían ocupado los días anteriores. 77 isabelinos habían caído en el combate, 724 habían resultado heridos o contusos, y 16 habían sido capturados por el enemigo.

## Consecuencias
El mismo día de la batalla llegó a Monzón el barón de Meer con 3500 infantes y 150 caballos. El día siguiente se reunió con Oráa en Berbegal. Oráa propuso unir las fuerzas y volver a atacar a los carlistas, una vez que hubiera  recibido las municiones que había pedido, pero estas nunca llegaron. Meer no creía que tenían fuerzas suficientes como para derrotar a los carlistas, ni que sus fuerzas en la ribera oriental del Cinca eran suficientes para impedir el cruce de la expedición. Las barcas del Cinca no habían sido destruidas, a pesar de las órdenes al respecto de Oráa; algunas habían caído en manos de los carlistas. Meer, en vez de vigilar la orilla en el lado cercano a Cataluña, decidió que debía establecerse con sus tropas en la orilla opuesta, junto a las de Oráa. En la madrugada del 5 de junio, antes de que Meer pudiera trasladar sus tropas, Oráa recibió noticia de que los carlistas estaban cruzando el río por Estada y Estadilla, al noreste de Barbastro.
La Expedición Real había comenzado a cruzar el río la noche del mismo 2 de junio, sin que los isabelinos lo advirtieran hasta dos días después. Tras recibir la noticia, Oráa mandó que sus tropas se aproximaran a Barbastro, llegando a sus afueras a las ocho de la mañana y entrando una hora después. Allí solo quedaba un retén de jinetes enemigos, que escapó al entrar los isabelinos. La caballería isabelina continuó su avance hacia el Cinca, pero solo pudo evitar que cruzara el último batallón carlista que lo iba a hacer, el 4.º de Castilla. Los carlistas tuvieron que elegir entre rendirse y echarse al río, donde muchos de ellos perecieron ahogados. Los carlistas al otro lado del Cinca inutilizaron las barcas y Oráa tuvo bajar a Monzón para cruzarlo, tardando un día y medio en pasar sus fuerzas, ya que solo dispusieron de una barca. El resto de la Expedición Real pudo escapar para juntarse con sus partidarios en Cataluña. Las fuerzas isabelinas volverían a librar una batalla con la Expedición Real el 12 de junio de 1837 en la batalla de Gra, esta vez con Meer al mando y con más fortuna que en las dos ocasiones previas.